# Університет Лафборо
Університет Лафборо (англ. Loughborough University) — публічний дослідницький університет, знаходиться в місті Лафборо, Лестершир, в Східному Мідленді (Англія). Має статус університету з 1966 року, але установа заснована ще у 1909 році під назвою Технічний інститут Лафборо. Лафборо особливо високо займає позиції в області техніки і технології, відомий своїми досягненнями, пов'язаних зі спортивними змаганнями.